# Liste der griechischen Abgeordneten zum EU-Parlament (1981–1984)
Die Liste der griechischen Abgeordneten zum EU-Parlament (1981–1984) listet alle Griechenland Mitglieder des 1. Europäischen Parlaments nach der Europawahl in Griechenland 1981. Vom Beitritt Griechenlands zur Europäischen Union am 1. Januar 1981 bis zur Wahl entsandte Griechenland eine gleichgroße Delegiertengruppe, die unter Liste der griechischen Delegierten zum EU-Parlament (1981) zu finden ist.

## Mandatsstärke der Parteien
- KOM: 4
- SOC: 10
- NI: 2
- EVP: 8

| Nationale Partei                                     | Mandate | Fraktion                                         |
| ---------------------------------------------------- | ------- | ------------------------------------------------ |
| Panellinio Sosialistiko Kinima (PASOK)               | 10      | Sozialdemokratische Fraktion (SOC)               |
| Nea Dimokratia (ND)                                  | 18      | Fraktion der Europäischen Volkspartei (EVP)      |
| Kommunistische Partei Griechenlands (KKE)            | 13      | Fraktion der Kommunisten und Nahestehenden (KOM) |
| Kommunistische Partei Griechenlands, Interior (KKEI) | 1       | Fraktion der Kommunisten und Nahestehenden (KOM) |
| Partei des Demokratischen Sozialismus (KODISO)       | 1       | Fraktionslose Abgeordnete (NI)                   |
| Progressive Partei (KP)                              | 1       | Fraktionslose Abgeordnete (NI)                   |
| Gesamt                                               | 24      |                                                  |

## Abgeordnete
| Bild | MEP                       | von                | bis                | Partei | Fraktion | Anmerkungen                                                              |
| ---- | ------------------------- | ------------------ | ------------------ | ------ | -------- | ------------------------------------------------------------------------ |
|      | Dimitrios Adamou          | 18. Oktober 1981   | 23. Juli 1984      | KKE    | KOM      |                                                                          |
|      | Alékos Alavános           | 18. Oktober 1981   | 23. Juli 1984      | KKE    | KOM      |                                                                          |
|      | Georgios Alexiadis        | 16. November 1982  | 23. Juli 1984      | KP     | NI       | Nachgerückt für Ilias Glykofridis                                        |
|      | Leonidas Bournias         | 18. Oktober 1981   | 23. Juli 1984      | ND     | EVP      |                                                                          |
|      | Vassilis Ephremidis       | 18. Oktober 1981   | 23. Juli 1984      | KKE    | KOM      |                                                                          |
|      | Antonios Georgiadis       | 18. Oktober 1981   | 6. Juli 1982       | PASOK  | SOC      | Nachrücker: Ioannis Ziagas                                               |
|      | Achillefs Gerokostopoulos | 18. Oktober 1981   | 23. Juli 1984      | ND     | EVP      |                                                                          |
|      | Ilias Glykofridis         | 17. September 1982 | 20. Oktober 1982   | KP     | NI       | Nachgerückt für Apostolos Papageorgiou, Nachrücker: Georgios Alexiadis   |
|      | Konstantinos Gontikas     | 18. Oktober 1981   | 23. Juli 1984      | ND     | EVP      |                                                                          |
|      | Konstantinos Kallias      | 18. Oktober 1981   | 23. Juli 1984      | ND     | EVP      |                                                                          |
|      | Konstantinos Kaloyannis   | 18. Oktober 1981   | 23. Juli 1984      | ND     | EVP      |                                                                          |
|      | Filotas Kazazis           | 18. Oktober 1981   | 23. Juli 1984      | ND     | EVP      |                                                                          |
|      | Dimitrios Koulourianos    | 18. Oktober 1981   | 24. November 1981  | PASOK  | SOC      | Nachrücker: Emmanouil Poniridis                                          |
|      | Leonidas Kyrkos           | 18. Oktober 1981   | 23. Juli 1984      | KKEI   | KOM      |                                                                          |
|      | Leonidas Lagakos          | 18. Oktober 1981   | 23. Juli 1984      | PASOK  | SOC      |                                                                          |
|      | Christos Markopoulos      | 18. Oktober 1981   | 23. Juli 1984      | PASOK  | SOC      |                                                                          |
|      | Kalliopi Nikolaou         | 18. Oktober 1981   | 23. Juli 1984      | PASOK  | SOC      |                                                                          |
|      | Konstantinos Nikolaou     | 18. Oktober 1981   | 23. Juli 1984      | PASOK  | SOC      |                                                                          |
|      | Aristidis Ouzounidis      | 9. Juni 1983       | 23. Juli 1984      | PASOK  | SOC      | Nachgerückt für Emmanouil Poniridis                                      |
|      | Konstantina Pantazi       | 18. Oktober 1981   | 23. Juli 1984      | PASOK  | SOC      |                                                                          |
|      | Efstratios Papaefstratiou | 18. Oktober 1981   | 23. Juli 1984      | ND     | EVP      |                                                                          |
|      | Apostolos Papageorgiou    | 18. Oktober 1981   | 17. September 1982 | KP     | NI       | Nachrücker: Ilias Glykofridis                                            |
|      | Giannos Papantoniou       | 18. Oktober 1981   | 23. Juli 1984      | PASOK  | SOC      |                                                                          |
|      | Ioannis Pesmazoglou       | 18. Oktober 1981   | 23. Juli 1984      | KODISO | NI       |                                                                          |
|      | Spyridon Plaskovitis      | 18. Oktober 1981   | 23. Juli 1984      | PASOK  | SOC      |                                                                          |
|      | Emmanouil Poniridis       | 24. November 1981  | 3. Juni 1983       | PASOK  | SOC      | Nachgerückt für Dimitrios Koulourianos, Nachrücker: Aristidis Ouzounidis |
|      | Mihaïl Protopapadakis     | 18. Oktober 1981   | 23. Juli 1984      | ND     | EVP      |                                                                          |
|      | Nikolaos Vgenopoulos      | 18. Oktober 1981   | 23. Juli 1984      | PASOK  | SOC      |                                                                          |
|      | Ioannis Ziagas            | 6. Juli 1982       | 23. Juli 1984      | PASOK  | SOC      | Nachgerückt für Antonios Georgiadis                                      |